# Nyctimystes purpureolatus
A Nyctimystes purpureolatus a kétéltűek (Amphibia) osztályának békák (Anura) rendjébe, a Pelodryadidae családba, azon belül a Pelodryadinae alcsaládba tartozó faj.

## Előfordulása
A faj Indonézia endemikus faja, az ország Papua tartományában él. Természetes élőhelye a szubtrópusi vagy trópusi folyók.